# Olympische Sommerspiele 1964/Leichtathletik – 200 m (Männer)
Der 200-Meter-Lauf der Männer bei den Olympischen Spielen 1964 in Tokio wurde am 16. und 17. Oktober 1964 im Olympiastadion Tokio ausgetragen. 57 Athleten nahmen teil.
Olympiasieger wurde der US-Amerikaner Henry Carr. Er gewann vor seinem Landsmann Paul Drayton und Edwin Roberts aus Trinidad und Tobago.
Drei Deutsche und ein Schweizer gingen an den Start, Athleten aus Österreich und Liechtenstein nahmen nicht teil. Der Schweizer Jean-Louis Descloux und der Deutsche Heinz Erbstößer schieden nach den Vorläufen aus. Friedrich Roderfeld kam bis ins Viertelfinale und schied dort als Achter seines Laufes aus. Heinz Schumann qualifizierte sich für das Halbfinale und scheiterte dort als Sechster seines Laufes.

## Rekorde

### Bestehende Rekorde

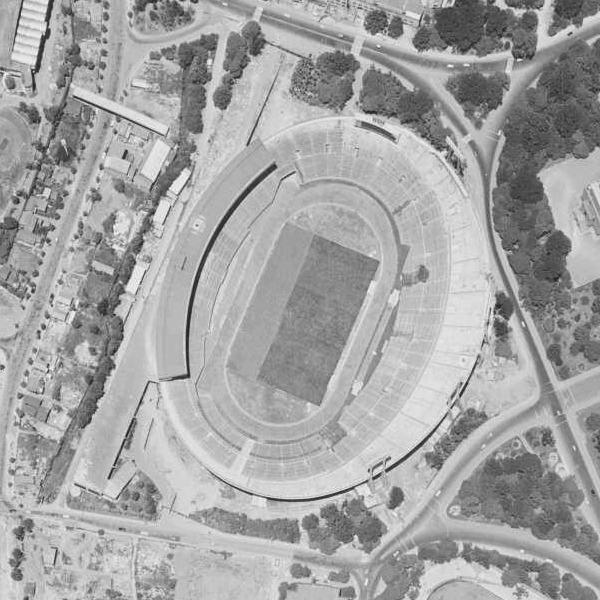
Luftaufnahme des Olympiastadions im Jahr 1963

| Weltrekord         | 20,2 s | Henry Carr ( USA)        | Tempe (Arizona), USA   | 4. April 1964 – über 220 Yards = 201,168 m |
| Olympischer Rekord | 20,5 s | Livio Berruti ( Italien) | Finale OS Rom, Italien | 3. September 1960                          |

### Rekordegalisierung / -verbesserung
Der bestehende olympische Rekord wurde einmal egalisiert und einmal verbessert:
- 20,5 s (egalisiert) – Paul Drayton (USA), erstes Halbfinale am 17. Oktober bei einem Rückenwind von 0,38 m/s
- 20,3 s (egalisiert) – Henry Carr (USA), Finale am 17. Oktober bei einem Gegenwind von 0,78 m/s

## Durchführung des Wettbewerbs
57 Athleten traten am 16. Oktober zu insgesamt acht Vorläufen an. Die jeweils besten vier Starter – hellblau unterlegt – qualifizierten sich für das Viertelfinale am selben Tag. Auch hier kamen die jeweils besten vier Läufer – wiederum hellblau unterlegt – weiter. Das Halbfinale fand am 17. Oktober statt. Die jeweils vier Laufbesten Athleten – hellblau unterlegt – erreichten das Finale am selben Tag.

## Zeitplan
16. Oktober, 10:30 Uhr: Vorläufe

16. Oktober, 14:30 Uhr: Viertelfinale

17. Oktober, 14:30 Uhr: Halbfinale

17. Oktober, 16:00 Uhr: Finale
Alle Zeiten sind in Ortszeit Tokio (UTC + 9) angegeben.

## Vorläufe
Datum: 16. Oktober 1964, ab 10:30 Uhr
Wetterbedingungen: sonnig, 19–20 °C, Luftfeuchtigkeit ca. 42–44 %

### Vorlauf 1
| Platz | Name                          | Nation              | Offizielle Zeit handgestoppt | Inoffizielle Zeit elektronisch |
| ----- | ----------------------------- | ------------------- | ---------------------------- | ------------------------------ |
| 1     | Paul Drayton                  | USA                 | 20,7 s                       | 20,70 s                        |
| 2     | Andrzej Zieliński             | Polen               | 21,2 s                       | 21,24 s                        |
| 3     | Clifton Bertrand              | Trinidad und Tobago | 21,3 s                       | 21,39 s                        |
| 4     | Johan Du Preez                | Südrhodesien        | 21,4 s                       | 21,45 s                        |
| 5     | Jean-Louis Descloux           | Schweiz             | 21,5 s                       | 21,52 s                        |
| 6     | Francisco Gutiérrez Hernández | Kolumbien           | 21,8 s                       | 21,88 s                        |
| 7     | Gerardo di Tolla              | Peru                | 22,1 s                       | k. A.                          |
| 8     | Somsak Thongsuk               | Thailand            | 22,6 s                       | k. A.                          |

Wind: +0,61 m/s

### Vorlauf 2
| Platz | Name               | Nation         | Offizielle Zeit handgestoppt | Inoffizielle Zeit elektronisch |
| ----- | ------------------ | -------------- | ---------------------------- | ------------------------------ |
| 1     | Roger Bambuck      | Frankreich     | 21,2 s                       | 21,29 s                        |
| 2     | Arquímedes Herrera | Venezuela      | 21,3 s                       | 21,38 s                        |
| 3     | Boris Subow        | Sowjetunion    | 21,4 s                       | 21,46 s                        |
| 4     | Peter Radford      | Großbritannien | 21,5 s                       | 21,52 s                        |
| 5     | Erasmus Amukun     | Uganda         | 21,5 s                       | 21,55 s                        |
| 6     | Carlos Lorenzo     | Mexiko         | 21,6 s                       | 21,60 s                        |
| DNS   | Levi Psavkin       | Israel         |                              |                                |
| DNS   | Hideo Iijima       | Japan          |                              |                                |

Wind: +0,24 m/s

### Vorlauf 3
| Platz | Name               | Nation         | Offizielle Zeit handgestoppt | Inoffizielle Zeit elektronisch |
| ----- | ------------------ | -------------- | ---------------------------- | ------------------------------ |
| 1     | Menzies Campbell   | Großbritannien | 21,3 s                       | 21,33 s                        |
| 2     | Seraphino Antao    | Kenia          | 21,5 s                       | 21,52 s                        |
| 3     | Csaba Csutorás     | Ungarn         | 21,5 s                       | 21,54 s                        |
| 4     | Bouchaib El-Maachi | Marokko        | 21,5 s                       | 21,58 s                        |
| 5     | David Njitock      | Kamerun        | 22,5 s                       | k. A.                          |
| 6     | Wesley Johnson     | Liberia        | 24,7 s                       | k. A.                          |
| DNS   | Eric Bigby         | Australien     |                              |                                |
| DNS   | Pablo McNeil       | Jamaika        |                              |                                |

Wind: +0,34 m/s

### Vorlauf 4
| Platz | Name                  | Nation      | Offizielle Zeit handgestoppt | Inoffizielle Zeit elektronisch |
| ----- | --------------------- | ----------- | ---------------------------- | ------------------------------ |
| 1     | Marian Foik           | Polen       | 21,1 s                       | 21,11 s                        |
| 2     | Sergio Ottolina       | Italien     | 21,2 s                       | 21,27 s                        |
| 3     | Edwin Osolin          | Sowjetunion | 21,3 s                       | 21,32 s                        |
| 4     | Jeffery Smith         | Sambia      | 21,7 s                       | 21,77 s                        |
| 5     | Jassim Karim Kuraishi | Irak        | 22,6 s                       | k. A.                          |
| 6     | Lee Ar-tu             | Taiwan      | 23,0 s                       | k. A.                          |
| DNS   | Enrique Figuerola     | Kuba        |                              |                                |

Wind: +0,03 m/s

### Vorlauf 5

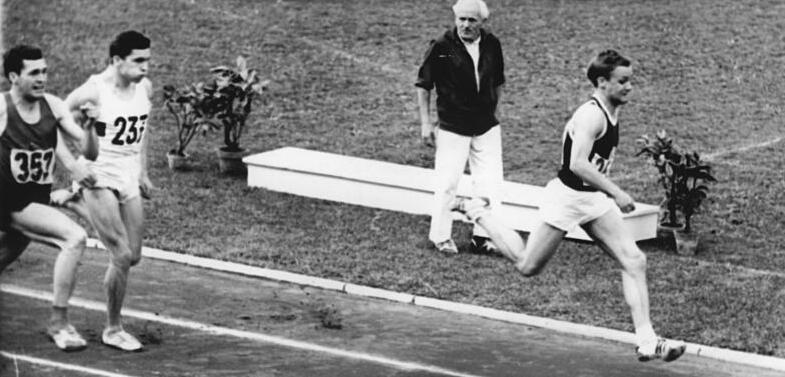
Heinz Erbstößer (rechts) – ausgeschieden als Fünfter des fünften Vorlaufs

| Platz | Name                     | Nation      | Offizielle Zeit handgestoppt | Inoffizielle Zeit elektronisch |
| ----- | ------------------------ | ----------- | ---------------------------- | ------------------------------ |
| 1     | Harry Jerome             | Kanada      | 20,9 s                       | 20,95 s                        |
| 2     | Manikavasagam Jegathesan | Malaysia    | 20,9 s                       | 20,99 s                        |
| 3     | Paul Genevay             | Frankreich  | 21,0 s                       | 21,08 s                        |
| 4     | Frans Luitjes            | Niederlande | 21,1 s                       | 21,13 s                        |
| 5     | Heinz Erbstößer          | Deutschland | 21,4 s                       | 21,40 s                        |
| 6     | Tegegne Bezabeh          | Äthiopien   | 22,0 s                       | 22,03 s                        |
| 7     | Vahab Shahkhordeh        | Iran        | 22,3 s                       | k. A.                          |
| DSQ   | Boris Sawtschuk          | Sowjetunion |                              |                                |

Wind: −0,02 m/s

### Vorlauf 6
| Platz | Name           | Nation              | Offizielle Zeit handgestoppt | Inoffizielle Zeit elektronisch |
| ----- | -------------- | ------------------- | ---------------------------- | ------------------------------ |
| 1     | Edwin Roberts  | Trinidad und Tobago | 20,8 s                       | 20,89 s                        |
| 2     | Bob Lay        | Australien          | 21,3 s                       | 21,34 s                        |
| 3     | Pedro Grajales | Kolumbien           | 21,4 s                       | 21,48 s                        |
| 4     | David Ejoke    | Nigeria             | 21,4 s                       | 21,48 s                        |
| 5     | George Collie  | Bahamas             | 21,9 s                       | 21,91 s                        |
| 6     | Aggrey Awori   | Uganda              | 21,9 s                       | 21,94 s                        |
| 7     | Kenneth Powell | Indien              | 22,2 s                       | k. A.                          |
| 8     | William Hill   | Hongkong            | 22,2 s                       | k. A.                          |

Wind: +0,11 m/s

### Vorlauf 7
| Platz | Name             | Nation      | Offizielle Zeit handgestoppt | Inoffizielle Zeit elektronisch |
| ----- | ---------------- | ----------- | ---------------------------- | ------------------------------ |
| 1     | Heinz Schumann   | Deutschland | 21,0 s                       | 21,09 s                        |
| 2     | Henry Carr       | USA         | 21,1 s                       | 21,12 s                        |
| 3     | Jocelyn Delecour | Frankreich  | 21,3 s                       | 21,38 s                        |
| 4     | Iván Moreno      | Chile       | 21,5 s                       | 21,55 s                        |
| 5     | Alioune Sow      | Senegal     | 21,9 s                       | 21,91 s                        |
| 6     | Michael Okantey  | Ghana       | 21,9 s                       | 21,97 s                        |
| 7     | Rogelio Onofre   | Philippinen | 22,1 s                       | 22,17 s                        |
| DNS   | Tom Robinson     | Bahamas     |                              |                                |

Wind: −1,45 m/s

### Vorlauf 8

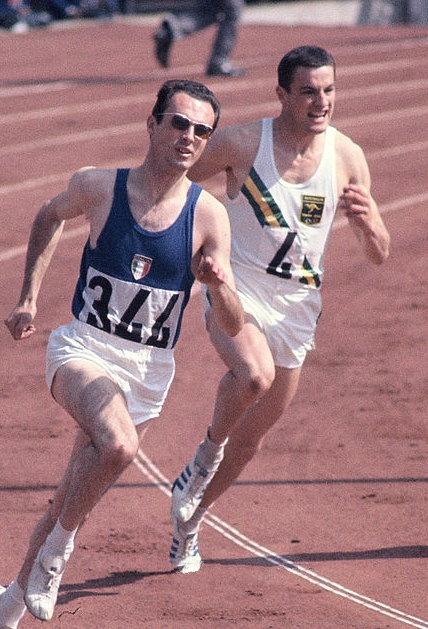
Vorlauf 8: Livio Berruti (links) und Gary Holdsworth

| Platz | Name                       | Nation      | Offizielle Zeit handgestoppt | Inoffizielle Zeit elektronisch |
| ----- | -------------------------- | ----------- | ---------------------------- | ------------------------------ |
| 1     | Livio Berruti              | Italien     | 21,1 s                       | 21,11 s                        |
| 2     | Richard Stebbins           | USA         | 21,1 s                       | 21,17 s                        |
| 3     | Friedrich Roderfeld        | Deutschland | 21,5 s                       | 21,58 s                        |
| 4     | Gary Holdsworth            | Australien  | 21,6 s                       | 21,65 s                        |
| 5     | José de Rocha              | Portugal    | 21,7 s                       | 21,79 s                        |
| 6     | Valeriu Jurcă              | Rumänien    | 21,8 s                       | 21,82 s                        |
| 7     | Jeong Gi-seon              | Südkorea    | 22,3 s                       | k. A.                          |
| 8     | Jean-Louis Ravelomanantsoa | Madagaskar  | 22,4 s                       | k. A.                          |

Wind: +0,90 m/s

## Viertelfinale
Datum: 16. Oktober 1964, ab 14:30 Uhr
Wetterbedingungen: sonnig, ca. 21 °C, Luftfeuchtigkeit ca. 47 %

### Lauf 1
| Platz | Name                     | Nation      | Offizielle Zeit handgestoppt | Inoffizielle Zeit elektronisch |
| ----- | ------------------------ | ----------- | ---------------------------- | ------------------------------ |
| 1     | Paul Drayton             | USA         | 20,9 s                       | 20,98 s                        |
| 2     | Livio Berruti            | Italien     | 21,2 s                       | 21,24 s                        |
| 3     | Manikavasagam Jegathesan | Malaysia    | 21,4 s                       | 21,40 s                        |
| 4     | Jocelyn Delecour         | Frankreich  | 21,5 s                       | 21,58 s                        |
| 5     | Andrzej Zieliński        | Polen       | 21,5 s                       | 21,59 s                        |
| 6     | Boris Subow              | Sowjetunion | 21,8 s                       | 21,86 s                        |
| 7     | Jeffery Smith            | Sambia      | 22,0 s                       | 22,05 s                        |
| 8     | Seraphino Antao          | Kenia       | 22,1 s                       | 22,11 s                        |

Wind: −0,89 m/s

### Lauf 2

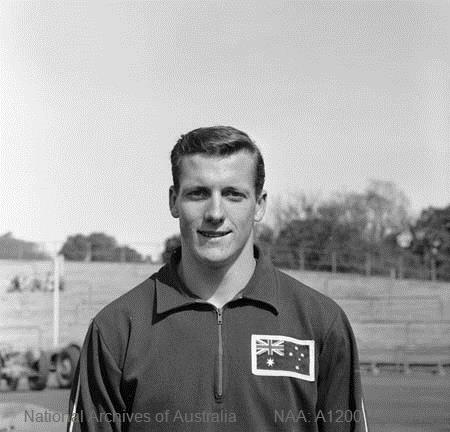
Bob Lay – ausgeschieden als Fünfter des zweiten Viertelfinals

| Platz | Name               | Nation       | Offizielle Zeit handgestoppt | Inoffizielle Zeit elektronisch |
| ----- | ------------------ | ------------ | ---------------------------- | ------------------------------ |
| 1     | Henry Carr         | USA          | 21,0 s                       | 21,02 s                        |
| 2     | Sergio Ottolina    | Italien      | 21,1 s                       | 21,16 s                        |
| 3     | Heinz Schumann     | Deutschland  | 21,2 s                       | 21,25 s                        |
| 4     | Arquímedes Herrera | Venezuela    | 21,2 s                       | 21,29 s                        |
| 5     | Bob Lay            | Australien   | 21,4 s                       | 21,49 s                        |
| 6     | Csaba Csutorás     | Ungarn       | 21,4 s                       | 21,50 s                        |
| 7     | Iván Moreno        | Chile        | 21,7 s                       | 21,74 s                        |
| 8     | Johan Du Preez     | Südrhodesien | 21,8 s                       | 21,87 s                        |

Wind: −1,16 m/s

### Lauf 3

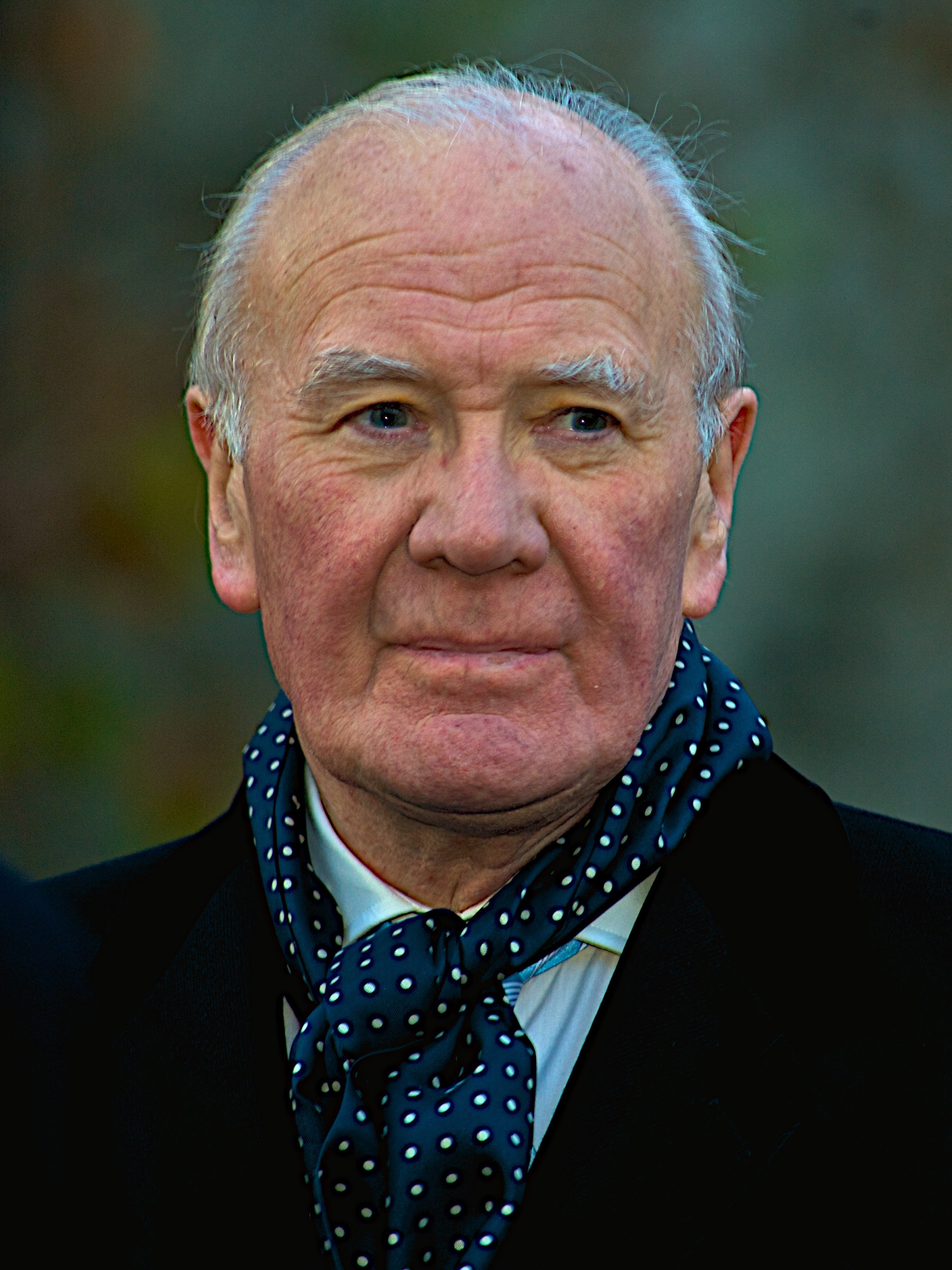
Menzies Campbell (hier als Politiker im Jahr 2008) – ausgeschieden als Sechster des dritten Viertelfinals

| Platz | Name                | Nation              | Offizielle Zeit handgestoppt | Inoffizielle Zeit elektronisch |
| ----- | ------------------- | ------------------- | ---------------------------- | ------------------------------ |
| 1     | Harry Jerome        | Kanada              | 21,2 s                       | 21,23 s                        |
| 2     | Richard Stebbins    | USA                 | 21,2 s                       | 21,28 s                        |
| 3     | Roger Bambuck       | Frankreich          | 21,4 s                       | 21,47 s                        |
| 4     | Bouchaib El-Maachi  | Marokko             | 21,6 s                       | 21,66 s                        |
| 5     | Clifton Bertrand    | Trinidad und Tobago | 21,6 s                       | 21,69 s                        |
| 6     | Menzies Campbell    | Großbritannien      | 21,7 s                       | 21,74 s                        |
| 7     | Pedro Grajales      | Kolumbien           | 21,7 s                       | 21,78 s                        |
| 8     | Friedrich Roderfeld | Deutschland         | 22,2 s                       | 22,29 s                        |

Wind: −2,90 m/s

### Lauf 4
| Platz | Name            | Nation              | Offizielle Zeit handgestoppt | Inoffizielle Zeit elektronisch |
| ----- | --------------- | ------------------- | ---------------------------- | ------------------------------ |
| 1     | Edwin Roberts   | Trinidad und Tobago | 20,9 s                       | 20,90 s                        |
| 2     | Marian Foik     | Polen               | 21,0 s                       | 21,08 s                        |
| 3     | Paul Genevay    | Frankreich          | 21,3 s                       | 21,35 s                        |
| 4     | Frans Luitjes   | Niederlande         | 21,4 s                       | 21,40 s                        |
| 5     | Edwin Osolin    | Sowjetunion         | 21,4 s                       | 21,47 s                        |
| 6     | Peter Radford   | Großbritannien      | 21,5 s                       | 21,53 s                        |
| 7     | Gary Holdsworth | Australien          | 22,1 s                       | 22,13 s                        |
| DNS   | David Ejoke     | Nigeria             |                              |                                |

Wind: −2,16 m/s

## Halbfinale
Datum: 17. Oktober 1964, ab 14:30 Uhr
Wetterbedingungen: heiter, ca. 23 °C, Luftfeuchtigkeit ca. 65 %

### Lauf 1

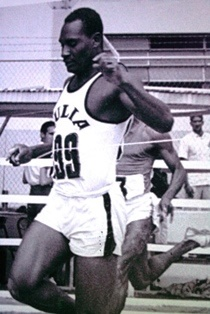
Arquímedes Herrera – ausgeschieden als Sechster des ersten Halbfinals
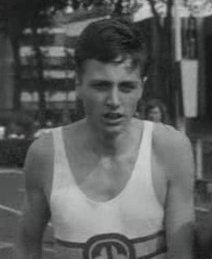
Frans Luitjes – ausgeschieden als Siebter des ersten Halbfinals

| Platz | Name               | Nation      | Offizielle Zeit handgestoppt | Inoffizielle Zeit elektronisch |
| ----- | ------------------ | ----------- | ---------------------------- | ------------------------------ |
| 1     | Paul Drayton       | USA         | 20,5 s ORe                   | 20,58 s                        |
| 2     | Sergio Ottolina    | Italien     | 20,7 s0000                   | 20,76 s                        |
| 3     | Richard Stebbins   | USA         | 20,8 s0000                   | 20,88 s                        |
| 4     | Marian Foik        | Polen       | 20,9 s0000                   | 20,94 s                        |
| 5     | Paul Genevay       | Frankreich  | 20,9 s0000                   | 21,00 s                        |
| 6     | Arquímedes Herrera | Venezuela   | 21,0 s0000                   | 21,07 s                        |
| 7     | Frans Luitjes      | Niederlande | 21,1 s0000                   | 21,16 s                        |
| 8     | Bouchaib El-Maachi | Marokko     | 21,6 s0000                   | 21,61 s                        |

Wind: +0,38 m/s

### Lauf 2

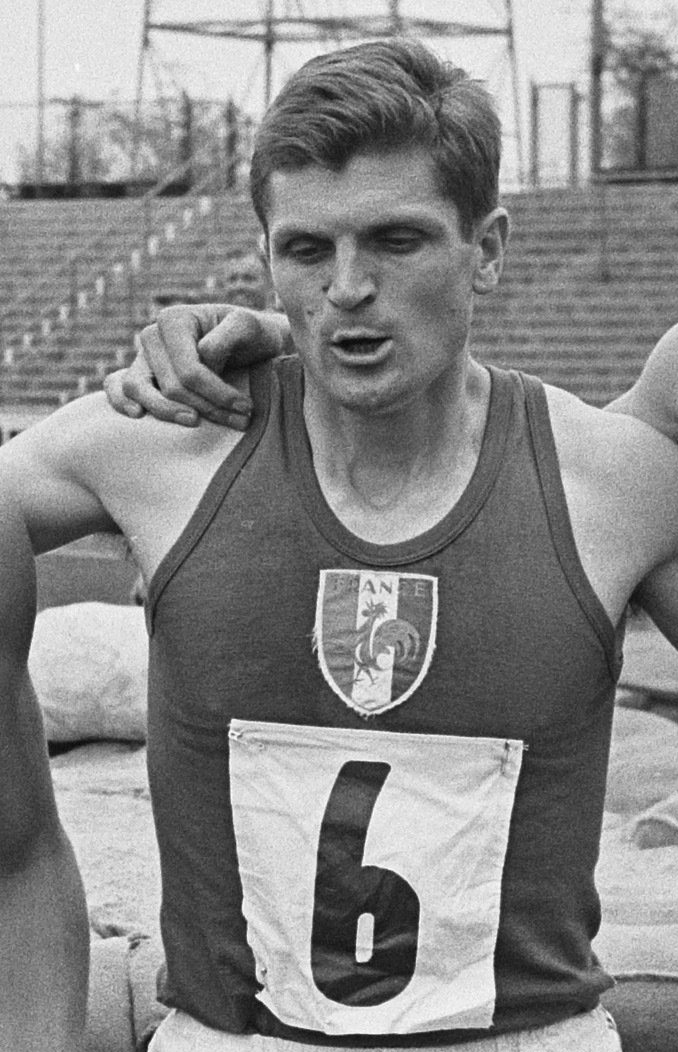
Jocelyn Delecour – ausgeschieden als Siebter des zweiten Halbfinals

| Platz | Name                     | Nation              | Offizielle Zeit handgestoppt | Inoffizielle Zeit elektronisch |
| ----- | ------------------------ | ------------------- | ---------------------------- | ------------------------------ |
| 1     | Henry Carr               | USA                 | 20,6 s                       | 20,69 s                        |
| 2     | Livio Berruti            | Italien             | 20,7 s                       | 20,78 s                        |
| 3     | Edwin Roberts            | Trinidad und Tobago | 20,8 s                       | 20,86 s                        |
| 4     | Harry Jerome             | Kanada              | 21,0 s                       | 21,01 s                        |
| 5     | Roger Bambuck            | Frankreich          | 21,0 s                       | 21,06 s                        |
| 6     | Heinz Schumann           | Deutschland         | 21,1 s                       | 21,18 s                        |
| 7     | Jocelyn Delecour         | Frankreich          | 21,2 s                       | 21,26 s                        |
| 8     | Manikavasagam Jegathesan | Malaysia            | 21,2 s                       | 21,26 s                        |

Wind: +0,46 m/s

## Finale
Datum: 17. Oktober 1964, 16:00 Uhr

Wind: −0,78 m/s
Wetterbedingungen: sonnig, ca. 23 °C, Luftfeuchtigkeit ca. 67 %
| Platz | Name             | Nation              | Offizielle Zeit handgestoppt | Inoffizielle Zeit elektronisch |
| ----- | ---------------- | ------------------- | ---------------------------- | ------------------------------ |
| 1     | Henry Carr       | USA                 | 20,3 s OR                    | 20,36 s                        |
| 2     | Paul Drayton     | USA                 | 20,5 s000                    | 20,58 s                        |
| 3     | Edwin Roberts    | Trinidad und Tobago | 20,6 s000                    | 20,63 s                        |
| 4     | Harry Jerome     | Kanada              | 20,7 s000                    | 20,79 s                        |
| 5     | Livio Berruti    | Italien             | 20,8 s000                    | 20,83 s                        |
| 6     | Marian Foik      | Polen               | 20,8 s000                    | 20,83 s                        |
| 7     | Richard Stebbins | USA                 | 20,8 s000                    | 20,89 s                        |
| 8     | Sergio Ottolina  | Italien             | 20,9 s000                    | 20,94 s                        |

Nach dem bisherigen Saisonverlauf und den Ausscheidungsläufen hier in Tokio galt der US-Läufer Paul Drayton als Favorit. Im Halbfinale hatte er den bestehenden olympischen Rekord eingestellt. Als Hauptkonkurrent wurde der bislang tiefstapelnde Henry Carr gesehen. Der Olympiasieger von 1960 Livio Berruti hatte nicht mehr die Form von vor vier Jahren, erreichte hier jedoch immerhin noch das Finale und wurde Fünfter.
Das Rennen gestaltete sich auf den ersten hundert Metern spannender als erwartet. Drayton und Carr kamen gleichauf aus der Kurve. Auf der Zielgeraden hatte überraschend Carr die meisten Reserven und gewann deutlich vor Drayton und Edwin Roberts aus Trinidad und Tobago. Der 100-Meter-Olympiadritte Harry Jerome belegte hier den vierten Platz. Trotz des Gegenwindes verbesserte Henry Carr den olympischen Rekord um zwei Zehntelsekunden.
Edwin Roberts gewann die erste Leichtathletikmedaille für Trinidad und Tobago.

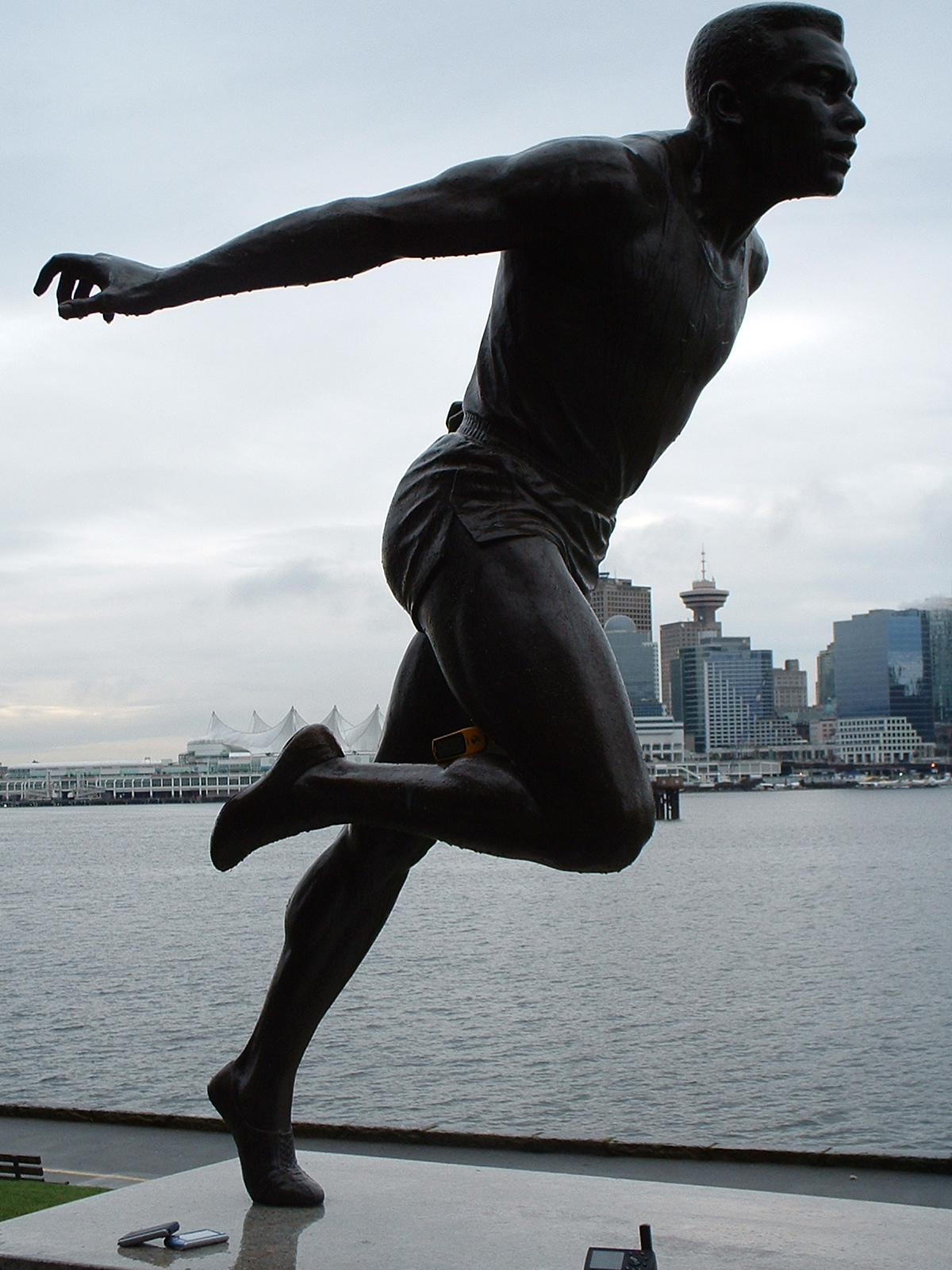
Der viertplatzierte Harry Jerome (als Statue im Stanley Park, Vancouver)
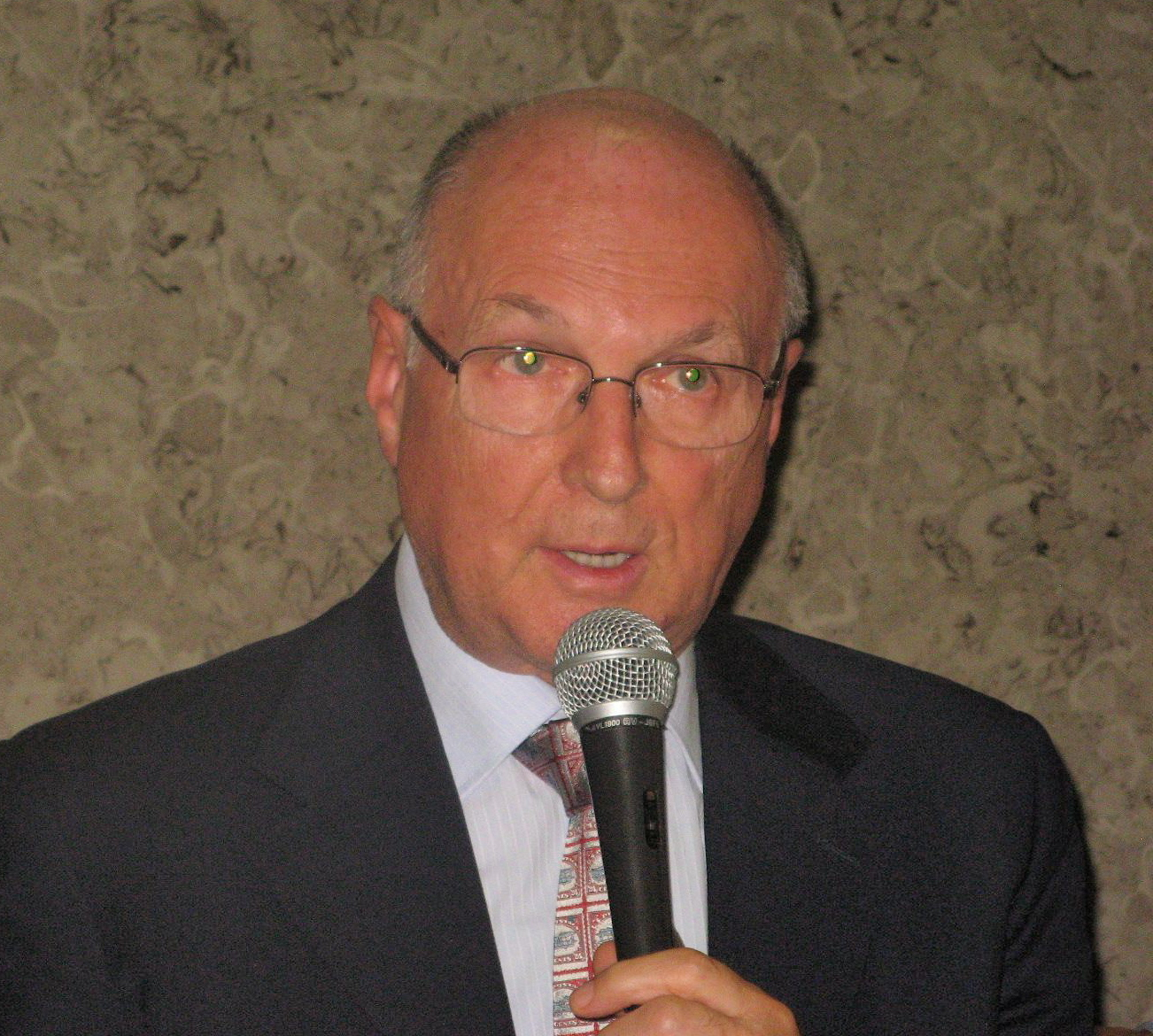
Livio Berruti (hier im Jahr 2010), 1960 Olympiasieger, belegte in diesem Finale Rang fünf
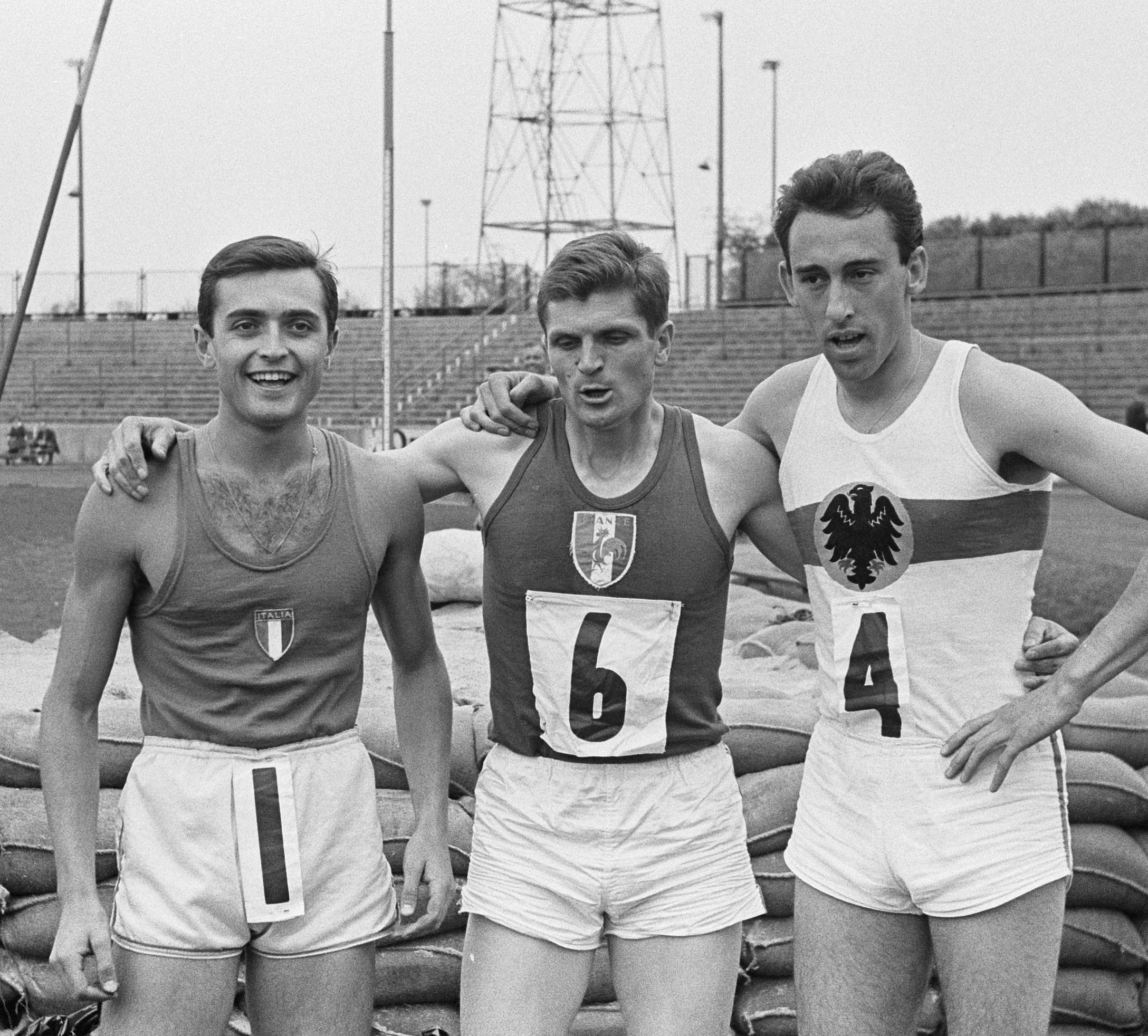
Sergio Ottolina (links, im Jahr 1963) kam auf den achten Platz

## Video
- 1964 Tokyo olympic 200m final_ Livio Berruti, youtube.com, abgerufen am 25. Oktober 2017